# ルイジ・ディ・ボルボーネ＝ドゥエ・シチリエ (1824-1897)
ルイジ・ディ・ボルボーネ＝ドゥエ・シチリエ（Luigi di Borbone-Due Sicilie, 1824年7月19日 - 1897年3月5日）は、両シチリア王国の王族。
アクイラ伯（Conte di Aquila）の儀礼称号で呼ばれた。

## 生涯
両シチリア王フランチェスコ1世とその2番目の妃でスペイン王カルロス4世の娘であるマリア・イサベルの間の子ども達のうち下から2人目の息子。ナポリで生まれた。全名はルイジ・カルロ・マリーア・ジュゼッペ（Luigi Carlo Maria Giuseppe）。
1844年4月28日、ブラジルのリオデジャネイロでブラジル皇帝ペドロ1世とマリア・レオポルディナ皇后の娘ジャヌアリア・マリアと結婚した。2年前の1842年にルイジのすぐ上の姉テレーザ・クリスティーナが、ジャヌアリアの弟のブラジル皇帝ペドロ2世と結婚していた。アクイラ伯爵夫妻は4人の子女をもうけた。
1897年にフランスのパリで亡くなった。

## 子女
- ルイジ（1845年 - 1909年） - マリア・アメリア・ベロー＝ハメル（Maria Amelia Bellow-Hamel）と貴賤結婚[1][2]
- マリーア・イザベッラ（1846年 - 1859年）
- フィリッポ（1847年 - 1922年） - フローラ・ボーネン（Flora Boonen）と貴賤結婚
- マリオ（1851年）